# スーボ
スーボは、写研の装飾書体。丸ゴシック体を極太にし、画の重なる部分に「くい込み」をもたせた特徴的な書体。写植、電算写植に対応し、デザインは鈴木勉による。

## 概要
1974年、写植用文字盤として発売される。デザイン・開発は当時写研の社員であった鈴木勉による。第2回石井賞創作タイプフェイスコンテスト最優秀賞作品。
名称の由来は、「スズキ」＋「丸ゴシックボールド（太い）」とされる。この書体の大きな特徴は、それまでの書体にないほどの太さを持ち、画同士の重なる部分に「くい込み」処理を施してある点にある。通常、太いウェイトの書体における画数の多い漢字などでは、重なる部分や密度の高い画を細く処理することで潰れを防ぎ、かつ視覚的なバランスを整えているが、スーボでは「くい込み」によって画同士を大胆に切り離し、それぞれのエレメントが前後関係をもっているかのように見せることで、文字として認識可能な骨格を再現し、かつインパクトのある文字として完成させた。その特徴的・装飾的な性質から、もっぱら見出し用やPOP広告用として使用される。テレビ番組では、日曜午後に放送されていた演芸番組『お好み演芸会』（NHK総合）が、1980年春の番組リニューアル時に出演者・スタッフの氏名クレジット向けとして採用した。
長らく写研製の手動写植機・電算写植機等のみの対応であったが、2024年10月15日からは、モリサワのクラウド型フォントサービス「Morisawa Fonts」に搭載されたOpenTypeフォント30書体の「写研クラシックス」の中に「スーボ」が提供を開始した。

## ファミリー
- スーボ（BSU）
- スーボB（BSU-B） - より「くい込み」処理が強調された専用かな書体
- スーボO（OSU） - 袋文字（白抜き）
- スーボOS（OSSU） - 袋文字＋影付き